# Medinilla binaria
Medinilla binaria är en tvåhjärtbladig växtart som beskrevs av Adolph Daniel Edward Elmer. Medinilla binaria ingår i släktet Medinilla och familjen Melastomataceae. Inga underarter finns listade i Catalogue of Life.